# Taira Inoue
Taira Inoue (født 11. april 1983) er en japansk fodboldspiller.
Han har spillet for flere forskellige klubber i sin karriere, herunder Tokyo Verdy, FC Gifu og SC Sagamihara.